# Chrysodeixis papuasiae
Chrysodeixis papuasiae är en fjärilsart som beskrevs av Claude Dufay 1970. Chrysodeixis papuasiae ingår i släktet Chrysodeixis och familjen nattflyn. Inga underarter finns listade i Catalogue of Life.